# آنا ماريا غونزاليس
آنا ماريا غونزاليس (بالإسبانية: Ana María González)‏ هي مغنية مكسيكية، ولدت في 31 أغسطس 1918 في خالابا في المكسيك، وتوفيت في 18 يونيو 1983 في مدينة مكسيكو في المكسيك.

## وصلات خارجية
- آنا ماريا غونزاليس على موقع IMDb (الإنجليزية)
- آنا ماريا غونزاليس على موقع ألو سيني (الفرنسية)
- آنا ماريا غونزاليس على موقع ميوزك برينز (الإنجليزية)
- آنا ماريا غونزاليس على موقع أول موفي (الإنجليزية)
- آنا ماريا غونزاليس على موقع أول موفي (الإنجليزية)
- آنا ماريا غونزاليس على موقع قاعدة بيانات الفيلم (الإنجليزية)
- آنا ماريا غونزاليس على موقع كينوبويسك (الروسية)